# Antinomismus
Antinomismus (z řeckého anti = proti a nomos = zákon), česky protizákonnictví, znamená neuznávání a popírání obecně uznávaných předpisů, právních, etických a jiných norem i hodnot a porušování sociálního tabu, resp. gnozeologický směr hlásající stálé rozpory mezi ideálnem a reálnem, poznáním a jsoucnem a jsoucnem a povinováním.

## Náboženství
Jako antinomisté jsou označování příslušníci radikálních náboženských směrů nebo sekt, kteří tvrdí, že Bůh existuje v přírodě a v člověku, že nemá žádnou jinou existenci a tudíž neukládá člověku jiný mravní zákon, než který už je vložen do lidského ducha a přirozenosti..
Takovéto myšlenky se v dějinách lidstva vynořovaly opakovaně, aniž by skupiny, které je vyjadřovaly, spolu musely přímo souviset. Počátky antinomismu je možno najít již v gnosticismu, který nepřijal starozákonní morální zákon.
Vlastní pojem vznikl až v době luteránské reformace ve sporu Martina Luthera s Johannesem Agricolou. Agricola odmítal „kázání zákona“ ve vztahu ke „kázání milosti“. Trvrdil, že zákon pozbyl pro křesťany vší závaznosti, že jediné životní pravidlo spočívá ve slově božím (v evangeliu), jehožto kázání jest počátkem pokání. Toto jeho mínění Luther zatratil a označil je za antinomistické. V období anglické občanské války předvídali antinomisté zánik staré společnosti opírající se o státní a církevní autority a vznik společnosti nové, jejímž symbolem mělo být svobodné město Jeruzalém.

## Umění
Představy antinomistů zobrazil na přelomu 18. a 19. století ve svých Prorockých knihách anglický vizionářský preromantický básník a malíř William Blake. V jeho pojetí je Bůh představitelem staré dogmatické morálky a všeho, co omezuje a spoutává lidskou energii. Rovněž obhajoval pohlavní pud jako hodnotu, která musí být osvobozena od všech zákonů morálky a která inspiruje člověka k vyšší obrazotvornosti.